# Phavanh Nuanthasing

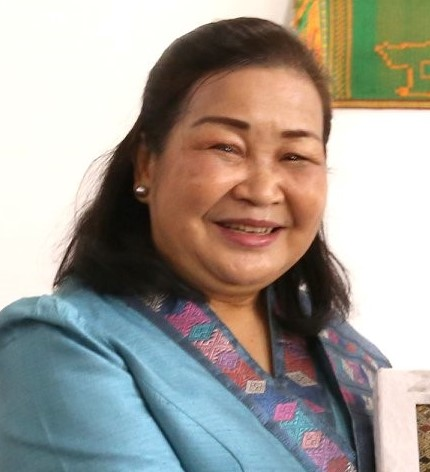
Phavanh Nuanthasing (2019)

Phavanh Nuanthasing ist eine laotische Diplomatin. Nuanthasing ist Botschafterin von Laos für Indonesien, mit Zweitakkreditierung für Osttimor.

## Werdegang
2010 war Nuanthasing Direktor der Functional Cooperation Division. und spätestes seit 2012 bis 2015 Generaldirektorin der Abteilung Internationale Organisationen im Außenministerium der Volksrepublik Laos. Danach erhielt Nuanthasing den Botschafterposten in Jakarta. Ihre Akkreditierung für Indonesien übergab sie am 13. November 2015 an Präsident Joko Widodo, für Osttimor an Präsident Taur Matan Ruak am 15. Juni 2016. 2019 wurde Phomma Sidsena zum neuen Botschafter in Jakarta ernannt.